# けっきょく南極大冒険
『けっきょく南極大冒険』（けっきょくなんきょくだいぼうけん）は、コナミ工業（現在のコナミデジタルエンタテインメント）のMSX用教育ソフト。

## 概要
1983年12月発売。のちに、コレコビジョン、ファミリーコンピュータ、携帯アプリに移植されたほか、ゲームボーイの『コナミGBコレクション』にも収録された。続編的位置づけの作品として『夢大陸アドベンチャー』が存在する。
MSX版は『コナミアンティークスMSXコレクション』（PlayStation、セガサターン、ゲームアーカイブス）に収録されたほか、i-revoで配信されている。ファミコン版は2007年8月7日からWiiの、2013年8月21日からニンテンドー3DSの、2014年6月19日からWii Uのバーチャルコンソールで、またMSX版も2014年11月19日にWii Uのバーチャルコンソールで、2014年11月25日にプロジェクトEGGで、それぞれ配信されている。
2002年には、携帯電話向けアプリ用に内容を縮小した「けっきょく南極ちょい冒険」が配信されていた。
MSX版とFC版では、ゲーム画面でのタイトルが"Antarctic Adventure"と表示されている。
2020年3月6日に『新世紀エヴァンゲリオン』とのコラボで製作された『ペンペン南極大冒険』がリリースされた。

## ゲーム内容
主人公のペンギンが南極大陸にある各国の基地群に決められた時間内に到達するのが目的。途中にアザラシやクレバス等の障害物が出現するが、いずれにせよ主人公が死ぬことはない（タイムアウトのみ）。道中では時折魚が飛び出してきてそれを集める事や、旗を回収することでスコアが上がる。ゲーム中のBGMはワルトトイフェル作曲の「スケーターズ・ワルツ」（1882年）のアレンジ。MSX版ではト長調、ファミコン版ではホ長調となっている。原曲はイ長調。
内容の主な部分はアクションゲームであるが、実際には教育ソフトという位置づけで、発売時のキャッチフレーズは「I love 地理」である。ゴール到着時には各国の国旗が揚がり、世界の国々と国旗を覚えてもらうという目的があったとされる。スタート・ゴールは日本の昭和基地付近。また南極点ではペンギンの旗が揚がる。
ファミリーコンピュータ版からは光る旗を取った時のアイテムとして「ペギコプター」が追加され、一定時間プロペラを使って浮遊しながら移動する事が可能となっている。

## 移植版
| No. | タイトル                                           | 発売日               | 対応機種                                   | 開発元                     | 発売元                     | メディア                                  | 型式                      | 売上本数 | 備考                                                                 |
| --- | -------------------------------------------------- | -------------------- | ------------------------------------------ | -------------------------- | -------------------------- | ----------------------------------------- | ------------------------- | -------- | -------------------------------------------------------------------- |
| 1   | Antarctic Adventure                                | 1984年               | コレコビジョン                             | コレコ                     | コレコ                     | 128キロビットロムカセット                 | -                         | -        |                                                                      |
| 2   | けっきょく南極大冒険                               | 1985年4月22日        | ファミリーコンピュータ                     | コナミ開発2課              | コナミ                     | 192キロビットロムカセット                 | RC804                     | -        |                                                                      |
| 3   | コナミアンティークスMSXコレクション Vol.1          | 1997年11月20日       | PlayStation                                | KCET                       | コナミ                     | CD-ROM                                    | SLPM-86052                | -        | MSX版の移植                                                          |
| 4   | コナミGBコレクション VOL.3                         | 1998年2月19日 2000年 | ゲームボーイ                               | KCEジャパン トーセ         | コナミ                     | 4メガビットロムカセット                   | DMG-AJKJ-JPN DMG-AF7P-EUR | -        | 日本国内版はスーパーゲームボーイ対応、欧州版はゲームボーイカラー対応 |
| 5   | コナミアンティークスMSXコレクション ウルトラパック | 1998年7月23日        | セガサターン                               | KCE横浜                    | コナミ                     | CD-ROM                                    | T-9530G                   | -        | MSX版の移植                                                          |
| 6   | けっきょく南極ちょい冒険                           | 2002年5月            | 503iシリーズ （iアプリ）                   | コナミ                     | コナミ                     | ダウンロード （コナミネットDX）           | -                         | -        |                                                                      |
| 7   | けっきょく南極大冒険                               | 2002年8月2日         | Jスカイ （Javaアプリ）                     | コナミ                     | コナミ                     | ダウンロード （コナミ J-APPLI）           | -                         | -        |                                                                      |
| 8   | けっきょく南極大冒険                               | 2003年3月19日        | EZアプリ                                   | コナミモバイル・オンライン | コナミモバイル・オンライン | ダウンロード （コナミアプリコレクション） | -                         | -        |                                                                      |
| 9   | けっきょく南極大冒険対戦版                         | 2003年5月6日         | iアプリ                                    | コナミモバイル・オンライン | コナミモバイル・オンライン | ダウンロード （コナミ対戦コロシアム）     | -                         | -        |                                                                      |
| 10  | けっきょく南極大冒険                               | 2006年6月16日        | Windows                                    | コナミ                     | アイレボ                   | ダウンロード (i-revo)                     | -                         | -        |                                                                      |
| 11  | コナミアンティークスMSXコレクション Vol.1          | 2006年11月22日       | PlayStation Portable (PlayStation Network) | KCET                       | KDE                        | ダウンロード （ゲームアーカイブス）       | -                         | -        | MSX版の移植                                                          |
| 12  | けっきょく南極大冒険                               | 2007年8月7日         | Wii                                        | コナミ開発2課              | KDE                        | ダウンロード （バーチャルコンソール）     | FCNJ                      | -        | ファミリーコンピュータ版の移植                                       |
| 13  | けっきょく南極大冒険                               | 2013年8月21日        | ニンテンドー3DS                            | コナミ開発2課              | KDE                        | ダウンロード （バーチャルコンソール）     | TDCJ                      | -        | ファミリーコンピュータ版の移植                                       |
| 14  | けっきょく南極大冒険                               | 2014年6月19日        | Wii U                                      | コナミ開発2課              | KDE                        | ダウンロード （バーチャルコンソール）     | FC4J                      | -        | ファミリーコンピュータ版の移植                                       |
| 15  | けっきょく南極大冒険                               | 2014年11月19日       | Wii U                                      | コナミ開発3課              | KDE                        | ダウンロード （バーチャルコンソール）     | ULJM-05076                | -        | MSX版の移植                                                          |
| 16  | けっきょく南極大冒険                               | 2014年11月25日       | Windows                                    | コナミ開発3課              | D4エンタープライズ         | ダウンロード （プロジェクトEGG）          | -                         | -        | MSX版の移植                                                          |
| 17  | Colecovision Flashback                             | INT 2016年10月7日    | Windows                                    | コレコ                     | AtGames                    | ダウンロード （Steam）                    | 529860                    | -        | コレコビジョン版の移植                                               |

## 評価
MSX版
MSX専門誌『MSXマガジン』1984年3月号の「MSX SOFTレビュー」では、「キャラクターが可愛くて動きもいい。何回か遊べば知らないうちに南極大陸のどこにどの国の基地があるかが自然に覚えられるし、付録のパンフレットもよくできている。家族全員で楽しめるソフト」として満点の「★★★★★」と評価した。
ファミリーコンピュータ版
ゲーム誌『ファミリーコンピュータMagazine』の1991年5月10日号特別付録「ファミコンロムカセット オールカタログ」では、「コンティニューがないので、1回失敗してしまうと、もうお終いなのがとてもツライ」、「ペンギンはただ走るだけじゃなくて、障害物を避けてジャンプしたりするんだ。これがまた、とってもカワイイのだ」と紹介されている。

## シリーズ作品
本作のMSX版は、コナミの「教育シリーズ」第一弾として発売され、これらのシリーズには「I love ○○」というキャッチコピーが付けられていた。後に「コナミ株式会社」名義で再発売された際、これらのタイトルのパッケージからシリーズ表記とキャッチコピーが外されている。
- 教育シリーズ1『けっきょく南極大冒険』 - 「I love 地理」
- 教育シリーズ2『わんぱくアスレチック』 - 「I love 体育」
- 教育シリーズ3『モン太君のいち・に・さんすう』 - 「I love 算数」
- 教育シリーズ4『ジョリーホッパー』 - 「I love 理科」 / 実際には教育シリーズにはならず『ハイパースポーツ1』として発売された[13]。
- 教育シリーズ5『ぽんぽこパン』 - 「I love 社会」
- 教育シリーズ6『単語と遊ぼう』 - 「I love 英語」 / 発売中止[14]。

## 関連作品
このゲームで初登場した主人公のペンギン（後にペン太と名づけられる）は、モアイと共に当時のコナミのマスコットとして各種広告・パンフレットに登場した。
また、ペン太を主人公に据えたコンピュータゲーム、プライズゲーム、メダルゲームなども複数登場した。

### ペンギン（ペン太）がプレイヤーキャラクターとして登場する作品
- けっきょく南極大冒険（1983年・MSX） - 主人公。コナミゲーム初登場。この時点では名前が付けられておらず「ペンギン」として登場。
- 夢大陸アドベンチャー（1986年・MSX） - 主人公として「ペンギン」が登場。
- グラディウス2（1987年・MSX） - 『夢大陸アドベンチャー』のソフトを挿入すると、自機が「ペンギン」になる。PlayStation版の『コナミアンティークスMSXコレクションVOL.2』収録版でもコマンド入力で出現。
- パロディウス（1988年・MSX） - プレイヤーキャラクターのひとりとして「ペンギン」が登場。
- 牌の魔術師（1989年・MSX） -  プレイヤーキャラクターのひとりとして「ペンギン」が登場。
- 夢ペンギン物語（1991年・ファミリーコンピュータ） - 主人公として「ペン太」が登場。「ペン太」という名前が初登場した作品。以降、これまでの「ペンギン」がペン太と同一の扱いになる。
- つりっ子ペン太[15]（1991年・メダルゲーム）
- いもほりペン太（1992年・メダルゲーム）
- ふうせんペン太（1993年・メダルゲーム）
- スーパーつりっ子ペン太[16]（1995年・大型筐体メダルゲーム）
- ヒエヒエペン太（2001年・プライズゲーム）
- けっきょく南極大冒険対戦版 （2003年・携帯電話アプリ）コナミ雀〜ツインビー対戦版〜。
- エアフォースデルタ ブルーウイングナイツ（2004年・PlayStation 2） - 隠し自機として「ペン太」が登場。
- ペン太の釣冒険DX[17]（2006年・携帯電話アプリ）
- コナミワイワイワールド（2006年・携帯電話アプリ） - 2006年の携帯電話アプリ版では、ファミコン版に登場していたコング（『キングコング2 怒りのメガトンパンチ』）に代わって「ペン太」がプレイヤーキャラクターのひとりとして登場している。
- 極寒ヒエヒエペン太（2019年・プライズゲーム）

### 息子のペン太郎がプレイヤーキャラクターとして登場する作品
パロディウスシリーズでは、ペン太とペン子（続編の『夢大陸アドベンチャー』に登場）の間に生まれた息子という設定の「ペン太郎」が活躍している。『パロディウスだ!』時点では9歳、『New International ハイパースポーツDS』では12歳。2P自機としてペン太郎の幼なじみで許嫁の「お花ちゃん」が登場する場合もある。ドラマCDでの声優は野沢雅子。
- パロディウスだ! 〜神話からお笑いへ〜（1990年・アーケード） - プレイヤーキャラクターのひとりとして、ペンギンの息子「ペン太郎」が初登場。
- 極上パロディウス 〜過去の栄光を求めて〜（1994年・アーケード）
- 実況おしゃべりパロディウス（1995年・スーパーファミコン）
- パロウォーズ（1997年・PlayStation）
- New International ハイパースポーツDS（2008年・ニンテンドーDS） - 隠しプレイヤーキャラクター。
- Krazy Kart Racing（2009年・iOS/Android）

### 背景などで登場する作品
ペン太とペン太郎のどちらなのかが明確にされない作品もある。
- コナミのピンポン（1985年・MSX） - タイトル画面や背景に登場。
- コナミのゲームを10倍楽しむカートリッジ（1985年・MSX） - 背景などに登場。
- コナミの新10倍カートリッジ（1987年・MSX） - 背景などに登場。
- コナミワイワイワールド（1988年・ファミリーコンピュータ） - 転送機を操るキャラクターとして登場。2006年の携帯電話アプリ版では、ペン太がプレイヤーキャラクターになったためお花ちゃんに差し替えられた。
- コナミの占いセンセーション（1988年・MSX）
- がんばれゴエモン2（1989年・ファミリーコンピュータ） - ステージ5でゲームを買うと敵として現れる。
- がんばれペナントレース!（1989年・ファミリーコンピュータ）- イースタンドーム及びアメリカンスタジアムの攻守チェンジ中、電光掲示板で流れるCMに登場する事がある。
- ワイワイワールド2 SOS!!パセリ城（1991年・ファミリーコンピュータ）
- バイオレントストーム（1993年・アーケード）
- ワイワイビンゴ（1993年・アーケード)
- ワイワイポーカー（1993年・アーケード）
- ワイワイジョッキー（1995年・アーケード）
- セクシーパロディウス（1996年・アーケード） - 「ペン太郎」が会計役などで登場。
- コロコロペン介（1997年・メダルゲーム） - 「ペン介」が登場。ペン太やペン太郎との関係は不明。
- コナミ ワイワイレーシング アドバンス（2001年・ゲームボーイアドバンス） - 「ペン太郎」が背景などに登場。
- オトメディウス（2007年・アーケード） - 雑魚キャラクターとしてペンギンが多数登場。
- カラコロッタ（2014年・メダルゲーム）- 司会進行役のペンギンのアニマの名前が「ペンタ」
- ピクロジパズル（2018年・iOS/Android）

## 本ゲームに関する逸話
本ゲームは当初は「数」をテーマにしたゲームとして企画され、ペンギンが氷原に空いた穴から飛び出す魚を決められた数だけジャンプで捕まて、お邪魔キャラとして氷原に穴を空けるノコギリザメが登場する内容だった。それが途中からスクロールを入れたいという話が出て汽車が登場する横スクロールのゲームになり、さらに3D処理で長い道のりを表現するゲームになり、テーマも算数から地理に変更された。